# Les Amants du péché
Pour plus de détails, voir Fiche technique et Distribution.
Les Amants du péché (titre italien : Amarti è il mio peccato (Suor Celeste)) est un film franco-italien réalisé par Sergio Grieco, sorti en 1954.

## Synopsis
Giorgio aime Elena malgré l’opposition de sa mère mais lorsqu'il part combattre dans la Grande Guerre, les deux femmes se retrouvent seules. Elena trouve du travail mais apprenant la mort de son amoureux, elle tente de se suicider. Elle y renonce et devient religieuse pour aider les autres mais c'est alors que Giorgio réapparait en vie.

## Fiche technique
- Titre français : Les Amants du péché
- Titre italien : Amarti è il mio peccato (Suor Celeste)
- Réalisation : Sergio Grieco
- Scénario : Leonardo Benvenuti, Sergio Grieco, Ottavio Poggi
- Photographie : Giorgio Orsini (it)
- Cadreur : Carlo Di Palma
- Montage : Antonietta Zita (it)
- Musique : Ezio Carabella
- Décors :
- Costumes : Rossana Pistolesi
- Son :
- Scénographie : Ernest Kromberg
- Producteur : Ottavio Poggi
- Sociétés de production : Gladio Film, P.O. Film
- Pays d'origine :  Italie |  France
- Langage : Italien, Espagnol
- Format : Noir et blanc — 35 mm — Son : Mono
- Genre : melodrame
- Durée : 95 minutes (1 h 35)
- Dates de sortie :
  -  Italie : 1954

## Distribution
- Jacques Sernas : le comte Giorgio Danieli
- Luisa Rossi : Elena Galassi Monti
- Elisa Cegani : la comtesse Danieli, mère de Giorgio et Laura
- Alba Arnova : Valeria Ferri, l'amie d'Elena
- Jole Fierro : sœur Luisa
- Patrizia Lari : la comtesse Laura Danieli, sœur de Giorgio
- Pina Piovani : la mère supérieure
- Carlo Tamberlani : M. Monti, père d'Elena
- Giulio Battiferri (it) : Tanzi, le commissaire de police
- Gino Bramieri : Guidi, le prétendant de Valeria
- Victor Ferrari : Mario Natali, le capitaine aveugle
- Giuseppe Taffarel (it) : le lieutenant Fiorelli
- Sandro Pistolini : Giorgio Monti, le fils d'Elena
- Nino Milano (it) : le dragueur d'Elena au night-club
- Leonello Zanchi : le médecin
- Eugenio Galadini
- Anna Maria Darni